# Hoffmaneumatidae
Hoffmaneumatidae är en familj av mångfotingar. Hoffmaneumatidae ingår i ordningen vinterdubbelfotingar, klassen dubbelfotingar, fylumet leddjur och riket djur. Enligt Catalogue of Life omfattar familjen Hoffmaneumatidae 2 arter. 
Kladogram enligt Catalogue of Life:
| Hoffmaneumatidae | \| \| Hoffmaneuma \| \| \| \| \| \| Japanoparvus \| \| \| \| |
|                  | \| \| Hoffmaneuma \| \| \| \| \| \| Japanoparvus \| \| \| \| |
|                  | Hoffmaneuma                                                  |
|                  |                                                              |
|                  | Japanoparvus                                                 |
|                  |                                                              |